# John Bevis
John Bevis (ur. 31 października 1693 lub 10 listopada 1695, zm. 6 listopada 1771) – angielski astronom. 
W 1731 odkrył Mgławicę Kraba. 28 maja 1737 obserwował zasłonięcie (okultację) planety Merkury przez planetę Wenus. Obserwował również i opracował reguły przewidywania zaćmień księżyców Jowisza. Sporządził też obszerny atlas nieba, Uranographia Britannica, około roku 1750.
W listopadzie 1765 został wybrany członkiem Towarzystwa Królewskiego.